# Praški metro
Praški metro sustav je podzemnog javnog prijevoza u Pragu. Najbrža je vrsta prijevoza gradom i dnevno preveze oko 1.600.000 putnika, što ga čini sedmim najkorištenijim metro sustavom u Europi.

## Povijest
Iako je sustav podzemne željeznice u Pragu relativno nov, ideje o njegovoj gradnji sežu daleko u prošlost. Prvi zahtjev za izgradnju podzemno – nadzemne željeznice uputio je Ladislav Rott još 1898. godine. Gradske vlasti odbile su prijedlog. Drugu ideju predstavili su 1926. Bohumil Belada i Vladimir List. Oni su prvi koristili izraz „metro“. Iako ni ova ideja nije prihvaćena, pokrenula je snažnije napore ka tome da se u Pragu izgradi sustav brzog javnog prijevoza.
Tijekom 30-ih i 40-ih godina 20. stoljeća intenzivno se projektiralo i planiralo. U obzir su se uzela dva moguća rješenja. Prvo je bilo tramvaj koji bi prometovao pod zemljom u gradskom središtu, a drugo „pravi“ metro sustav sa svojom nezavisnom željezničkom mrežom. Nakon Drugog svjetskog rata projekt je zaustavljen zbog loše ekonomske situacije u državi.
Početkom 1960-ih konačno je prihvaćen koncept podzemno – nadzemne željeznice te je 9. kolovoza 1967. godine započela gradnja prve stanice po imenu Hlavní nádraží. Ipak, pod utjecajem Sovjetske vlade odlučeno je da se sagradi „pravi“ metro sustav.
U razdoblju od 1974. do 1985. kompletno su izgrađene linije A, B i C te su postupno, kako bi koja bila dovršena, puštane u promet. Kasnije su građene nove stanice pa su te linije danas produžene. 

## Osnovne informacije
Metro ima tri linije, svaka je u drugoj boji. Linija A je zelena, B žuta a C crvena. Postoji 61 stanica s ukupnom dužinom tračnica od 65,2 km. Vlakovi tijekom dnevne „špice“ voze u intervalu od 2 do 3 minute, a radno vrijeme metroa je od 4 ili 5 h ujutro do ponoći. Upravljanje metroom vodi tvrtka Dopravní podnik hlavního města Prahy a.s. (Praško društvo za javni prijevoz).

## Vozni park
| Slika | Tip            | Vozio         | Broj vagona zaključno s 31.12.2013. |
| ----- | -------------- | ------------- | ----------------------------------- |
|       | M1             | od 1998.      | 265                                 |
|       | 81-71M         | od 1996.      | 465                                 |
|       | 81-717.1/714.1 | 1978. – 2009. | 5 (povijesni)                       |
|       | Ečs            | 1974. – 1997. | 3 (povijesni)                       |

## Budućnost
U planu je gradnja linije D, koja bi trebala trajati od 2014. do 2021. godine. Bilo je zahtjeva i za gradnjom pete, E linije, ali ona još nije uvrštena u službene planove i dokumentaciju.

## Vanjske poveznice
|  | Zajednički poslužitelj ima stranicu o temi Praški metro    |
|  | Zajednički poslužitelj ima još gradiva o temi Praški metro |